# Ramón Enríquez
Ramón Enríquez Rodríguez (Órgiva, 19 aprile 2001) è un calciatore spagnolo, centrocampista del Malaga.

## Carriera

### Club
Cresciuto nel settore giovanile del Malaga, ha esordito in prima squadra il 17 agosto 2019 disputando l'incontro di Segunda División vinto 0-1 contro il Racing Santander.

### Nazionale
Ha giocato nelle nazionali giovanili spagnoli Under-17, Under-18 ed Under-19.

## Statistiche

### Presenze e reti nei club
Statistiche aggiornate al 30 08 2024.
| Stagione       | Squadra  | Campionato | Campionato | Campionato | Coppe nazionali | Coppe nazionali | Coppe nazionali | Coppe continentali | Coppe continentali | Coppe continentali | Altre coppe | Altre coppe | Altre coppe | Totale | Totale |
| Stagione       | Squadra  | Comp       | Pres       | Reti       | Comp            | Pres            | Reti            | Comp               | Pres               | Reti               | Comp        | Pres        | Reti        | Pres   | Reti   |
| -------------- | -------- | ---------- | ---------- | ---------- | --------------- | --------------- | --------------- | ------------------ | ------------------ | ------------------ | ----------- | ----------- | ----------- | ------ | ------ |
| apr.-mag. 2019 | Malaga B | SDB        | 4          | 0          |                 | -               | -               |                    | -                  | -                  |             | -           | -           | 4      | 0      |
| 2019-2020      | Malaga B | TD         | 22         | 0          |                 | -               | -               |                    | -                  | -                  |             | -           | -           | 22     | 0      |
| 2019-2020      | Malaga   | SD         | 4          | 0          | CR              | 0               | 0               |                    | -                  | -                  |             | -           | -           | 4      | 0      |
| 2020-2021      | Malaga   | SD         | 28         | 2          | CR              | 1               | 0               |                    | -                  | -                  |             | -           | -           | 29     | 2      |
| 2021-2022      | Malaga   | SD         | 26         | 1          | CR              | 0               | 0               |                    | -                  | -                  |             | -           | -           | 26     | 1      |
| 2022-2023      | Malaga   | SD         | 20         | 0          | CR              | 1               | 0               |                    | -                  | -                  |             | -           | -           | 21     | 0      |
| 2023-2024      | Malaga   | PF         | 5          | 0          | CR              | 0               | 0               |                    | -                  | -                  |             | -           | -           | 5      | 0      |